# Постолово (Винницкая область)
Постолово (укр. Постолове; до 2024 года — Первомайское) — посёлок, входит в Хмельницкий район (Винницкая область) Винницкой области Украины.
Население по переписи 2001 года составляло 208 человек. Почтовый индекс — 22442. Телефонный код — 04333. Занимает площадь 0,576 км². Код КОАТУУ — 521682409.
До сентября 2024 года было известно как Первомайское. Переименовано постановлением Верховной Рады Украины.

## Местный совет
22440, Вінницька обл., Калинівський р-н, c. Заливанщина, вул. Калініна, 15